# Ancient Ceremony
Ancient Ceremony (v překladu z angličtiny starodávný obřad) byla německá sympho-black metalová kapela založená roku 1989 ve spolkové zemi Porýní-Falc původně po názvem Ceremony, kvůli existenci stejnojmenné nizozemské kapely jméno posléze změnila na Ancient Ceremony. Mezi zakládající členy patřili zpěvák Chris Anderle a kytarista Franz Josef Krebs, regulérní kapelou se Ancient Ceremony stala až po angažování druhého kytaristy Dirka Wirze a bubeníka Christopha Mertese o téměř dva roky později.
Debutové studiové album Under Moonlight We Kiss vyšlo v roce 1997 pod hlavičkou britského vydavatelství Cacophonous Records. Kapela přestala být aktivní kolem roku 2005, zanechala po sobě celkem jedno demo, dvě minialba a čtyři studiová alba.

## Diskografie
Dema
- Where Serpents Reign (1993)

EP
- Cemetary Visions (1994)
- P.uritan's B.lasphemy C.all (2004)

Studiová alba
- Under Moonlight We Kiss (1997)
- Fallen Angel's Symphony (1999)
- Synagoga Diabolica (2000)
- The Third Testament (2002)